# Ана Бастон
Анна Александровна Гаврилик (укр. Анна Олександрівна Гаврилик; род. 2 сентября 1985, Киев) — украинская певица и автор песен, более известна как ANA BASTON

## Биография
Родилась 2 сентября 1985 года в Киеве.
Начала карьеру певицы в 2010 году, выпустив клипы «Скандал» и «Выстрел», чем привлекла к себе внимание. В середине мая 2011 года в результате кастинга попала в группу Reflex. В феврале 2012 года покинула коллектив и решила вернуться к сольной карьере певицы под псевдонимом Ana Baston, выпустив песни «Lilu», «Музыка громче», «Ты не найдешь лучше», «Кома ума», «Roher», «Бегущая», «Паспарту».
Как автор песен сотрудничает со многими исполнителями, среди которых Юлианна Караулова, Анна Седокова, Ольга Бузова, Дима Билан, Макс Барских и другие.

## Дискография

### Синглы
| №  | Сингл                       | Год  |
| -- | --------------------------- | ---- |
| 1  | «Скандал»                   | 2010 |
| 2  | «Раз, два, пять…Я не бл*дь» | 2011 |
| 3  | «Выстрел»                   | 2011 |
| 4  | «Ты не найдешь лучше»       | 2012 |
| 5  | «Музыка громче»             | 2013 |
| 6  | «Бегущая по радиоволнам»    | 2014 |
| 7  | «#Poher»                    | 2014 |
| 8  | «Бегущая»                   | 2014 |
| 9  | «Паспарту»                  | 2014 |
| 10 | «0 По Фаренгейту»           | 2014 |
| 11 | «Кома Ума»                  | 2014 |
| 12 | «Матрица»                   | 2014 |
| 13 | «LiLu»                      | 2014 |
| 14 | PHP                         | 2014 |
| 15 | «Одна»                      | 2015 |
| 16 | «Сны, в которых я живу»     | 2017 |
| 17 | «Дэнс Дэнс Дэнс»            | 2019 |
| 18 | «Свет Луны»                 | 2019 |
| 19 | «Хатико»                    | 2019 |
| 20 | «Карусели»                  | 2019 |
| 21 | «Не все дома»               | 2019 |

### Песни, написанные Аной Бастон для других артистов
| №  | Сингл                      | Исполнитель       | Год  |
| -- | -------------------------- | ----------------- | ---- |
| 1  | "Просто так"               | Юлианна Караулова | 2017 |
| 2  | «Ни слова о нем»           | Анна Седакова     | 2018 |
| 3  | «Пятница»                  | Ольга Бузова      | 2018 |
| 4  | «Предприниматель»          | Ида Галич         | 2019 |
| 5  | «Mcdonalds»                | Лена Катина       | 2019 |
| 6  | «Сердцеедка»               | Егор Крид         | 2019 |
| 7  | «Лунная»                   | Миша Романова     | 2019 |
| 8  | «Косы»                     | Лена Катина       | 2019 |
| 9  | «Стартрек»                 | Лена Катина       | 2019 |
| 10 | «Вызывай милицию»          | Ида Галич         | 2019 |
| 11 | «Пустые глаза»             | Макс Барских      | 2020 |
| 12 | «Про белые розы»           | Дима Билан        | 2020 |
| 13 | «Неземная»                 | Макс Барских      | 2020 |
| 14 | «Армагеддон»               | Макс Барских      | 2020 |
| 15 | «Океаны»                   | Макс Барских      | 2020 |
| 16 | «Самолёт»                  | Макс Барских      | 2020 |
| 17 | «Наивна»                   | Макс Барских      | 2020 |
| 18 | «Белый танец»              | Оля Полякова      | 2020 |
| 19 | «Моё имя»                  | То-ма             | 2020 |
| 20 | «По секрету»               | Макс Барских      | 2020 |
| 21 | «Кино»                     | Миша Романова     | 2020 |
| 22 | «Выживут только любовники» | То-ма             | 2021 |

## Премии и номинации
| Год  | Премия            | Работа                         | Результат |
| ---- | ----------------- | ------------------------------ | --------- |
| 2018 | Золотой Граммофон | «Просто так» Юлианна Караулова | Победа    |
| 2019 | Золотой Граммофон | «Неземная» Макс Барских        | Победа    |
| 2019 | Песня Года        | «Про белые розы» Дима Билан    | Победа    |
| 2019 | Песня Года        | «Сердцеедка» Егор Крид         | Победа    |
| 2020 | Золотой Граммофон | «Про белые розы» Дима Билан    | Победа    |